# Stanisław Grzelak
Stanisław Grzelak (ur. 12 maja 1920 w Niewiarowie) – polski kolarz szosowy startujący w latach 1938–1948, zwycięzca Tour de Pologne. 

## Najważniejsze zwycięstwa
- 1947 - Tour de Pologne